# Dobânda compusă

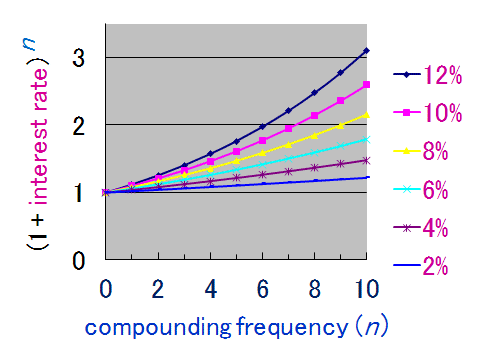
Ratele dobânzii efective

Efectul obținerii unei dobânzi anuale de 20% asupra unei investiții inițiale de 1.000 USD, în funcție de diferite frecvențe de capitalizare.

Dobânda compusă este dobânda calculată atât asupra capitalului inițial, cât și asupra dobânzii acumulate anterior. Aceasta rezultă din reinvestirea sau capitalizarea dobânzii care, altfel, ar fi fost încasată sau plătită, precum și din acumularea obligațiilor unui debitor.
Spre deosebire de dobânda simplă, unde dobânda acumulată nu este adăugată la capital, dobânda compusă determină o creștere accelerată a sumei finale. Cu cât frecvența capitalizării este mai mare, cu atât crește mai rapid valoarea totală a dobânzii acumulate, ceea ce duce la un randament efectiv mai ridicat.
În cazul capitalizării continue, dobânda se acumulează în mod constant, conform formulei matematice {\displaystyle e^{(rt)}}, maximizând astfel randamentul pentru o rată a dobânzii dată.
Un indicator esențial în acest context este rata dobânzii efective (Effective Annual Rate – EAR), care reflectă impactul frecvenței capitalizării asupra randamentului total. Spre deosebire de rata nominală a dobânzii, rata dobânzii efective oferă o măsură mai precisă a costului real al unui împrumut sau a câștigului dintr-o investiție.

## Frecvența capitalizării
Frecvența capitalizării reprezintă numărul de ori într-o unitate de timp determinată în care dobânda acumulată este adăugată la capital. Aceasta poate fi anuală, semestrială, trimestrială, lunară, săptămânală, zilnică, continuă sau poate avea loc o singură dată, la scadență.
De exemplu, în cazul capitalizării lunare a unei dobânzi exprimate ca rată anuală, frecvența capitalizării este 12, iar perioadele de calcul sunt lunare. Cu cât capitalizarea este mai frecventă, cu atât impactul dobânzii compuse asupra randamentului final este mai mare.

## Rata anuală echivalentă
Pentru a permite consumatorilor să compare în mod echitabil și transparent produsele financiare de retail, multe jurisdicții impun instituțiilor financiare să publice rata dobânzii anuale compuse pentru depozite și împrumuturi într-un format standardizat. Această rată, exprimată în termeni anuali, este cunoscută sub diverse denumiri, inclusiv rata anuală echivalentă (AER), rata anuală efectivă (EAR), rata efectivă a dobânzii și randamentul procentual anual (APY), în funcție de piață și reglementările locale.
În România, este important să se distingă între rata anuală echivalentă (AER) și dobânda anuală efectivă (DAE):
- AER se aplică produselor de economisire, cum ar fi depozitele bancare, și reflectă randamentul anual al dobânzii compuse, fără a include alte costuri. Aceasta indică dobânda reală obținută într-un an, ținând cont de frecvența capitalizării.
- DAE, în schimb, este utilizată exclusiv pentru împrumuturi și include, pe lângă dobânda nominală, toate costurile asociate creditului (comisioane, taxe de administrare etc.), oferind o imagine completă a costului total al finanțării.

Rata anuală echivalentă (AER) reprezintă dobânda total acumulată într-un an, raportată la capitalul inițial, și depinde atât de rata dobânzii simple aplicate, cât și de frecvența capitalizării.

## Exemple

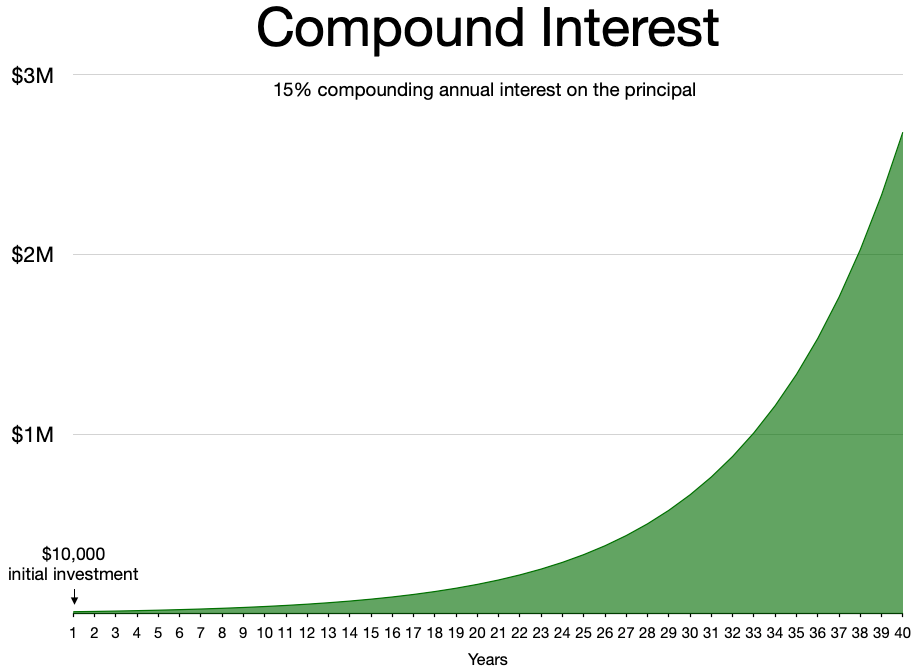
Dobândă compusă de 15% aplicată investiției inițiale de 10.000 $ pe parcursul a 40 de ani.

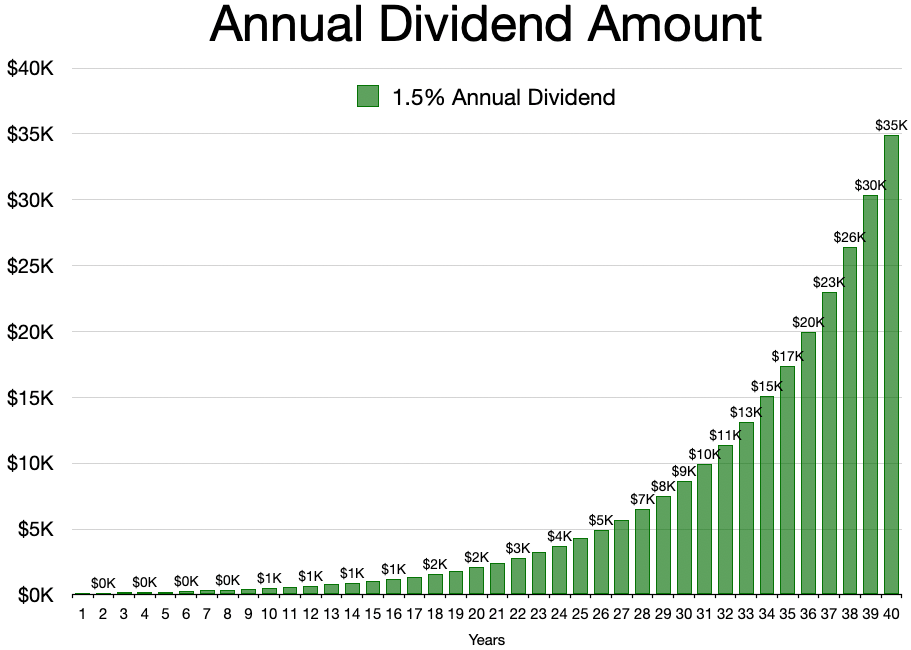
Dividendul anual de 1,5% asupra investiției inițiale de 10.000 $ generează un total de 266.864 $ în plăți de dividende pe parcursul a 40 de ani, fără ca dividendele să fie reinvestite în acest scenariu.

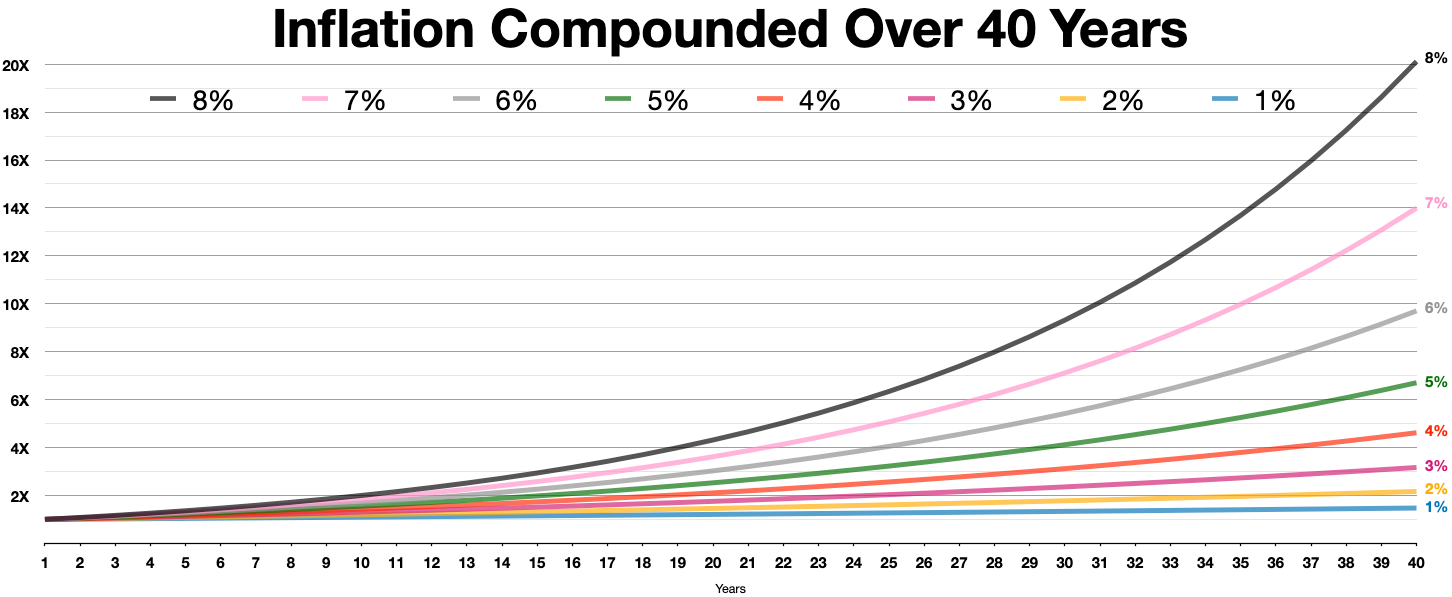
Inflația acumulată pe parcursul a 40 de ani, la rate diferite.

- Obligațiuni corporative și titluri de stat – Dobânda este, de regulă, plătită semestrial. Aceasta este calculată prin împărțirea ratei nominale la doi și aplicarea ei asupra capitalului investit. Totuși, rata anuală echivalentă, care include efectele dobânzii compuse, este mai mare decât rata nominală anunțată.
- Creditele ipotecare din Canada – De obicei, sunt capitalizate semestrial, chiar dacă plățile sunt efectuate lunar sau mai des.[1]
- Creditele ipotecare din SUA – Sunt bazate pe un grafic de amortizare, unde plățile lunare sunt împărțite între principal și dobândă, fără acumularea dobânzii asupra dobânzii.
- Depozite bancare și împrumuturi în România – În cazul depozitelor bancare, dobânda poate fi capitalizată lunar sau trimestrial, ceea ce face ca rata anuală echivalentă (AER) să fie mai mare decât rata dobânzii nominale. În schimb, dobânda compusă nu este de obicei aplicată împrumuturilor ipotecare sau altor împrumuturi de consum standard. Totuși, anumite produse financiare, cum ar fi soldurile de pe cardurile de credit sau împrumuturile rapide, pot aplica dobândă compusă, în special în cazul întârzierii plăților.
- Capitalizarea continuă – Este utilizată în evaluarea instrumentelor financiare complexe, cum ar fi derivatele. Aceasta derivă natural din calculul Itô, folosit în modelarea prețului activelor financiare, unde frecvența de capitalizare crește până la o limită infinită, rezultând o evaluare în timp continuu.

## Istorie
În trecut, aplicarea dobânzii compuse de către creditori era considerată cea mai gravă formă de cămătărie și a fost sever condamnată de dreptul roman, precum și de dreptul jurisprudențial din multe alte țări. Scopul unei astfel de interdicții era prevenirea acumulării excesive a datoriilor de către debitori.
Negustorul florentin Francesco Balducci Pegolotti a inclus un tabel al dobânzii compuse în lucrarea sa Pratica della mercatura (circa 1340). Acesta prezenta dobânda aferentă unei sume de 100 de lire, pentru rate cuprinse între 1% și 8%, pe o perioadă de până la 20 de ani. Ulterior, Summa de arithmetica a lui Luca Pacioli (1494) a introdus regula lui 72, conform căreia pentru a estima numărul de ani necesari pentru dublarea unei investiții la o rată a dobânzii compuse, trebuie împărțită rata dobânzii la 72.
O contribuție esențială la dezvoltarea teoriei dobânzii compuse a fost adusă de Richard Witt în Arithmeticall Questions (1613), o lucrare de referință dedicată exclusiv acestui subiect, spre deosebire de tratatele matematice anterioare care tratau subiectul superficial, într-un singur capitol. Cartea includea tabele pentru diferite rate ale dobânzii, inclusiv 10% (maximul legal al dobânzii la împrumuturi la acea vreme), fiind utilizate în evaluarea leasingurilor imobiliare și altor active financiare. Witt, un practician matematician din Londra, este remarcat pentru claritatea explicațiilor, profunzimea analizei și precizia calculelor sale, care includeau 124 de exemple aplicate.
Jacob Bernoulli a descoperit constanta {\displaystyle e} în 1683 analizând efectele compunerii continue a dobânzii asupra acumulării capitalului. Această descoperire a fost esențială în înțelegerea creșterii exponențiale și a fost ulterior aplicată în diverse domenii ale matematicii și economiei.
În secolul al XIX-lea, și posibil chiar mai devreme, negustorii persani utilizau o aproximare liniară modificată a formulei plății lunare, bazată pe dezvoltarea în serie Taylor, pe care o puteau calcula mental cu ușurință.
În epoca modernă, citatul atribuit lui Albert Einstein despre dobânda compusă rămâne relevant: „Cine o înțelege, o câștigă; cine nu, o plătește.”

## Calcul

### Capitalizare periodică
Valoarea totală acumulată, incluzând capitalul inițial {\displaystyle P} și dobânda compusă {\displaystyle I}, se calculează astfel: {\displaystyle A=P\left(1+{\frac {r}{n}}\right)^{tn}}
unde:
- A = valoarea finală acumulată;
- P = capitalul inițial investit;
- r = rata nominală anuală a dobânzii;
- n = frecvența capitalizării (1: anual, 12: lunar, 52: săptămânal, 365: zilnic);[10]
- t = durata totală a investiției (în aceleași unități de timp ca n, de obicei ani).

Dobânda compusă totală se obține scăzând capitalul inițial din suma finală, deoarece suma finală este egală cu capitalul inițial plus dobânda:
{\displaystyle I=P\left(1+{\frac {r}{n}}\right)^{tn}-P}

### Funcția de acumulare
Pentru a simplifica analiza, capitalul inițial {\displaystyle P} este adesea omis, iar în locul său se utilizează funcția de acumulare. Aceasta arată evoluția unei unități monetare (de ex. 1 leu sau 1 dolar) investite într-o perioadă de timp:{\displaystyle a(t)=\left(1+{\frac {r}{n}}\right)^{tn}}Aceasta este un instrument esențial în proiecțiile financiare, fiind utilizată în calculele actuariale, evaluarea performanței investițiilor și analiza dobânzilor aplicate pe termen lung.

### Compunere continuă
Atunci când numărul de perioade de capitalizare pe an crește la infinit, are loc capitalizarea continuă. În acest caz, rata efectivă anuală se apropie asimptotic de limita superioară er − 1, unde {\displaystyle e} este baza logaritmului natural (~2,718). Capitalizarea continuă poate fi privită ca o limită în care perioada de capitalizare devine infinit de mică.
Formula pentru suma acumulată după {\displaystyle t} perioade cu capitalizare continuă este:
{\displaystyle P(t)=P_{0}e^{rt}.}unde:
- {\displaystyle P(t)} = valoarea investiției după t ani;
- {\displaystyle P_{0}} = capitalul inițial;
- {\displaystyle r} = rata dobânzii;
- {\displaystyle t} = perioada de investiție;
- {\displaystyle e} ≈ 2,718 (baza logaritmului natural).

Capitalizarea continuă reflectă o creștere exponențială și este utilizată frecvent în modelele financiare avansate, inclusiv în evaluarea obligațiunilor, calculul dobânzii efective și prețuirea instrumentelor financiare derivate.

### Forța dobânzii
Pe măsură ce numărul perioadelor de capitalizare {\displaystyle n} tinde la infinit în cazul capitalizării continue, rata dobânzii compuse continuu este denumită forța dobânzii {\displaystyle \delta } . Pentru orice funcție de acumulare {\displaystyle a(t)} derivabilă continuu, forța dobânzii, cunoscută și sub denumirea de randament logaritmic sau rată de dobândă compusă continuu, este definită astfel:
{\displaystyle \delta _{t}={\frac {a'(t)}{a(t)}}={\frac {d}{dt}}\ln a(t)}
Aceasta este derivata logaritmică a funcției de acumulare.
Invers:{\displaystyle a(t)=e^{\int _{0}^{t}\delta _{s}\,ds}\,,} (Deoarece {\displaystyle a(0)=1}, această formulă poate fi privită ca un caz particular al unui integral de produs.)
Sub formă de ecuație diferențială, forța dobânzii este coeficientul variației capitalului:{\displaystyle da(t)=\delta _{t}a(t)\,dt}
Pentru dobânda compusă cu o rată anuală constantă r, forța dobânzii este și ea constantă, iar funcția de acumulare se exprimă ca o putere a lui {\displaystyle e}: {\displaystyle \delta =\ln(1+r)} sau {\displaystyle a(t)=e^{t\delta }}
Forța dobânzii este mai mică decât rata efectivă anuală a dobânzii, dar mai mare decât rata efectivă a reducerii. Aceasta se datorează faptului că modelul de capitalizare continuă elimină efectele discrete ale compunerii dobânzii, conducând la o creștere exponențială mai uniformă a capitalului. Este utilizată în evaluarea instrumentelor financiare care implică capitalizare continuă, precum obligațiunile și modelele actuariale, și reprezintă un parametru esențial în modelele de risc și în analiza creșterii capitalului sau a datoriei.
Forța inflației poate fi modelată folosind formula lui Stoodley:{\displaystyle \delta _{t}=p+{s \over {1+rse^{st}}}} unde {\displaystyle p}, {\displaystyle r} și {\displaystyle s} sunt parametri estimați pe baza datelor economice. Această formulă este utilizată în prognozele inflației și în modelele econometrice pentru a reflecta tendințele inflaționiste în timp.

### Conversia între baze de capitalizare
Pentru conversia unei rate a dobânzii de la o frecvență de capitalizare {\displaystyle n_{1}} la alta {\displaystyle n_{2}}, trebuie să se respecte relația:
{\displaystyle \left(1+{\frac {r_{1}}{n_{1}}}\right)^{n_{1}}=\left(1+{\frac {r_{2}}{n_{2}}}\right)^{n_{2}}}
De unde rezultă formula de conversie:
{\displaystyle r_{2}=\left[\left(1+{\frac {r_{1}}{n_{1}}}\right)^{\frac {n_{1}}{n_{2}}}-1\right]{n_{2}},}
unde {\displaystyle r_{1}} este rata dobânzii pentru frecvența de capitalizare {\displaystyle n_{1}}, iar {\displaystyle r_{2}} este rata dobânzii pentru frecvența de capitalizare {\displaystyle n_{2}}.
Dacă dobânda este capitalizată continuu, formula devine:
{\displaystyle \delta =n\ln {\left(1+{\frac {r}{n}}\right)},}
unde {\displaystyle \delta } este rata dobânzii în regim de capitalizare continuă, iar {\displaystyle r} este rata nominală pentru frecvența de capitalizare {\displaystyle n}. Această metodă este utilizată în special în modelarea instrumentelor derivate și a obligațiunilor cu capitalizare continuă.

### Plăți lunare amortizate pentru împrumuturi sau credite ipotecare
Dobânda pentru împrumuturile și creditele ipotecare amortizate—adică cele cu o plată lunară constantă până la rambursarea integrală a sumei datorate—este adesea capitalizată lunar. Formula plăților lunare poate fi determinată astfel:

#### Formula exactă pentru plata lunară
Formula exactă pentru plata lunară ({\displaystyle c}) este:{\displaystyle c={\frac {rP}{1-{\frac {1}{(1+r)^{n}}}}}} sau echivalent {\displaystyle c={\frac {rP}{1-e^{-n\ln(1+r)}}}}
unde:
- {\displaystyle c} = rata lunară
- {\displaystyle P} = capitalul împrumutat (principalul)
- {\displaystyle r} = rata lunară a dobânzii ({\displaystyle r=I/12}, unde {\displaystyle I} este rata anuală nominală a dobânzii)
- {\displaystyle n} = numărul total de perioade de plată

##### Calculul plății în foi de calcul (Excel, Google Sheets)
În foile de calcul, funcția PMT() este utilizată pentru a calcula plata lunară:
```
PMT(rata_dobânzii, numărul_plăților, valoarea_actuală, valoarea_futură, [Tip])
```

Notă:
- Dacă plățile se fac la sfârșitul fiecărei perioade, Tip poate fi omis (implicit 0).
- Dacă plățile se fac la începutul perioadei, Tip trebuie setat la 1.

#### Formula aproximativă pentru plata lunară
Pentru rate ale dobânzii mai mici de 8% și perioade între 10 și 30 de ani, rata lunară este suficient de mică încât să permită aproximarea:{\displaystyle \ln {(1+r)}\approx {r}}Astfel, formula se simplifică:
{\displaystyle c\approx {\frac {Pr}{1-e^{-nr}}}={\frac {P}{n}}{\frac {nr}{1-e^{-nr}}}}
Definim următoarele variabile auxiliare:
{\displaystyle Y\equiv nr=IT}{\displaystyle c_{0}\equiv {\frac {P}{n}},}
Unde {\displaystyle c_{0}} reprezintă rata lunară necesară pentru un împrumut fără dobândă, rambursat în {\displaystyle n} rate egale.
În acești termeni, formula aproximativă devine:
{\textstyle c\approx c_{0}{\frac {Y}{1-e^{-Y}}}} .
Dacă {\textstyle X={\frac {1}{2}}Y}, se poate folosi expansiunea: {\displaystyle c\approx c_{0}\left(1+X+{\frac {X^{2}}{3}}\right)} Această formulă are o precizie mai bună de 1% pentru {\displaystyle X\leq 1} .

#### Exemplu de calcul al ratei lunare pentru un credit ipotecar
Considerăm un credit ipotecar de 600.000 RON, cu o perioadă de 30 de ani și o rată a dobânzii de 6,5% pe an, cu plăți lunare.
Pas 1: Calcularea ratei fără dobândă
{\displaystyle T=30}{\displaystyle I=0.065}
Pas 2: Calcularea factorului X
{\displaystyle X={\frac {1}{2}}IT=0,975}
Pas 3: Aplicarea formulei aproximative
{\displaystyle c\approx c_{0}\left(1+X+{\frac {1}{3}}X^{2}\right)=1666.67{\text{RON}}(1+0.975+0.975^{2}/3)=3819.80{\text{RON}}}
Pas 4: Compararea cu rezultatul exact
{\displaystyle c={\frac {rP}{1-{\frac {1}{(1+r)^{n}}}}}={\frac {0,005417\times 600.000}{1-{\frac {1}{(1+0,005417)^{360}}}}}}
Rezultatul exact este 3.792,89 RON. Diferența față de formula aproximativă este de doar 0,7%.

### Depuneri lunare
În cazul unei investiții cu un capital inițial și depuneri recurente, rentabilitatea totală poate fi determinată utilizând dobânda compusă acumulată în timp. Dacă este necesar, formula poate fi extinsă pentru a include dobânda aferentă depunerilor suplimentare, atât recurente, cât și nerecurente (vezi mai jos).
Definiții:
- {\displaystyle P} = capital/depozit inițial
- {\displaystyle r} = rata de rentabilitate/rata dobânzii (lunară)
- {\displaystyle M} = depunere lunară, și
- {\displaystyle t} = perioadă de investiție, exprimată în luni

Dobânda compusă pentru fiecare depunere este:{\displaystyle M'=M(1+r)^{t}} Suma tuturor depunerilor recurente efectuate pe durata totală {\displaystyle t} este calculată astfel (unde {\displaystyle i} începe de la 0 dacă depunerile încep odată cu investiția inițială sau de la 1 dacă încep din luna următoare):{\displaystyle M'=\sum _{i=0}^{t-1}{M(1+r)^{t-i}}} Recunoscând structura seriei geometrice: {\displaystyle M'=M\sum _{i=0}^{t-1}(1+r)^{t}{\frac {1}{(1+r)^{i}}}} și aplicând formula în formă închisă (unde raportul comun este {\displaystyle 1/(1+r)}):
{\displaystyle P'=M{\frac {(1+r)^{t}-1}{r}}+P(1+r)^{t}}
Dacă sunt incluse și depuneri nerecurente sau depuneri cu frecvență diferită de cea lunară, valoarea acumulată este:
{\displaystyle {\text{Valoare}}=M{\frac {(1+r)^{t}-1}{r}}+P(1+r)^{t}+k{\frac {(1+r)^{t-x}-1}{r}}+C(1+r)^{t-y}}
unde {\displaystyle C} reprezintă depuneri unice (nerecurente), {\displaystyle k} sunt depuneri recurente cu o frecvență diferită de cea lunară, iar {\displaystyle x} și {\displaystyle y} sunt decalajele de timp dintre fiecare nouă depunere și perioada totală {\displaystyle t} modelată.
Atunci când datele exacte privind valoarea și momentul fiecărei depuneri recurente nu sunt disponibile, o metodă de estimare practică a ratei de rentabilitate presupune considerarea unor depuneri lunare uniforme:{\displaystyle r=\left({\frac {P'-P-\sum {M}}{P+\sum {M}/2}}\right)^{1/t}} sau, alternativ:{\displaystyle r=\left({\frac {P'-\sum {M}/2}{P+\sum {M}/2}}\right)^{1/t}-1}